# Ču (císařovna říše Sung)

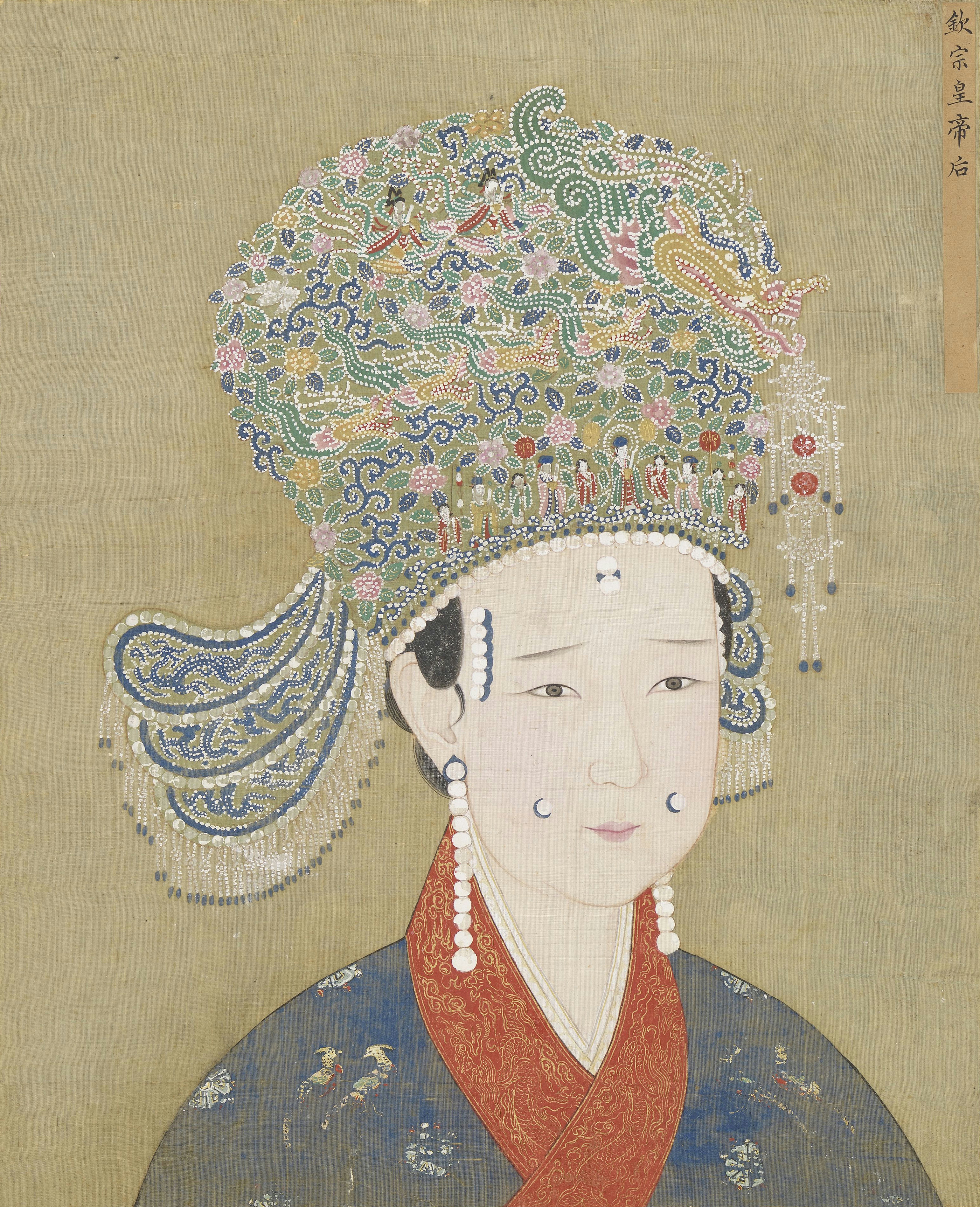
císařovna Žen-chuaj

Císařovna Ču (1102–1127) byla čínská císařovna choť říše Sung, provdaná za sungského císaře Čchin-cunga.
Ču se narodila v Pien-ťingu v roce 1102. V roce 1116 se provdala za Čchin-cunga jako jeho hlavní choť. V roce 1126 císař Chuej-cung abdikoval ve prospěch svého syna, císaře Čchin-cunga. Ču, jako jeho hlavní choť, byla jmenována do funkce císařovny.
V roce 1127, během válek mezi říšemi Ťin a Sung, bylo hlavní město Pien-ťing dobyto Džürčeny. Císař Čchin-cung byl sesazen a on, stejně jako jeho předchůdce císař Chuej-cung a většina císařské rodiny a dvora, ke kterému patřilo více než 3 000 lidí, bylo zajato a vyhoštěno do Mandžuska v rámci ťing-kchangského incidentu.
Nejprve byli odvezeni do hlavního města Džürčenů, mnoho z nich cestou zemřelo. Císařské manželky, konkubíny, palácové ženy a eunuši, kteří byli zajati, byli rozděleni mezi Džürčeny jako otroci. Její tchán si směl ponechat pět svých manželek, včetně své císařovny, protože byli příliš staří na to, aby je zajímali jako válečná kořist. Císařovna Ču však byla mladá a popisovaná jako krásná a neočekávalo se, že jí bude dovoleno zůstat se svým manželem. Po příjezdu jí bylo nařízeno vykoupat se. Ponížená spáchala sebevraždu, aby se vyhnula sexuálnímu zneužívání.